# 中西花
中西 花（なかにし はな、2003年10月18日 - ）は、日本のタレント。
関西を中心に活動している。2022年から朝日放送テレビ「newsおかえり」お天気リポーターを務める。現在、関西学院大学文学部在学中。
大阪府出身。身長161 cm。血液型はA型。

## 略歴
2003年10月18日、大阪府で生まれる。
2019年高校入学後改めて「地元大阪で出来ることを」と、学業と両立できる舞夢プロに所属。
CMエキストラや再現ドラマ、MV出演などの仕事から活動開始。

## 人物
大阪府出身。愛称は「はなちゃん」
保護猫を引き取って育てている猫好き。家で猫を5匹飼っている。子供食堂のボランティアにも参加している。
趣味は映画鑑賞、たくさん食べること、人と話すこと、お笑い鑑賞、阪神タイガース、釣り、ゴルフ。
特技は絵を描くこと、バスケットボール、玉ねぎのみじん切り、ユニバのクルーのモノマネ、大食い、声が大きい、阪神タイガースのことなら何でも答えられる。
2018年7月乃木坂46、欅坂46のメンバー募集坂道合同オーディションSHOWROOM審査に「78番」として参加をしており、ファイナリストに選ばれたが落選。
但し絵を描くことに関してはSHOWROOMを見る限り心優しいファンにしか受け入れられない画力。
資格・免許は漢字検定準2級、英語検定準2級、文章検定2級、ソーシャルマナー講習2級。防災士JBA公認E級審判ライセンス。

## 出演

### 現在
レギュラー出演
- news おかえり お天気リポーター（水曜日.木曜日担当）（2022年4月4日-、朝日放送テレビ）
- ABCフレッシュアップベースボール」土曜スタジオ担当。（2025年、朝日放送ラジオ）

### 過去
テレビ・ラジオ
- ビーバップ!ハイヒール再現ドラマ（2019年、朝日放送テレビ）
- お笑いワイドショー マルコポロリ!「2021年に懸けるM-1戦士たちが魂の叫び！要チェック芸人 大解剖SP」（2021年 1月10日、関西テレビ放送）
- TSKさんいん中央テレビ特番「Roots」（バスケ部員役）（2021年2月5日、TSKさんいん中央テレビ）
- 土曜ドラマ「％（パーセント）」第1回 学園サンデー女子役（2024年、NHK総合）
- 「KANSAI COLLECTION 2024～AUTUMN&WINTER～」DJ（2024年、FM大阪）
- SUNNY TIME リポーター（2024年・2025年、KBS京都）
- やすとものどこいこ!?　インフォマーシャル（リポーター）（2024年、テレビ大阪）
- きょうと経済テラス キュンと！（冨田 キアナ休演の代理）（2025年5月16日、KBS京都）

CM
- eo光サブスクサービス「定額4Kテレビ」CM（2020年）
- 「活魚廻転寿司にぎり長次郎」WEBCM（2022年7月）

イベント
- おおさか交通安全ファミリーフェスティバル（2023年）

雑誌・書籍
- 「Ray」7月号 ３大都市キャンパスSNAP（2023年）
- 関西学院大学文学部広報誌（2023年）

その他
- すし娘「らぶれたー」MV（2020年）
- ダイハツ BPコンクールVP（2022年）
- 大阪府警広報モデル（2023年）
- 秋の全国交通安全運動（大阪府）（2023年）